# Abrunhosa (Sátão)
Abrunhosa era, em 1747, uma aldeia portuguesa da freguesia de São Miguel de Vila Boa, no Arciprestado do Aro, Concelho de Sátão. No secular pertencia à Comarca de Viseu, e no eclesiástico ao Bispado da mesma cidade, situando-se na Província da Beira. Tinha na época cinquenta vizinhos, e uma ermida de Nossa Senhora da Esperança. Os frutos que produzia em maior abundância eram milhos. Era terra fresca, sadia e de bons ares.